# ジム・コーニッシュ
ジム・コーニッシュ (Jim Cornish､1970年11月23日 - )は、オーストラリアのレーシングドライバー。

## 経歴
主にツーリングカーレースで活躍。1997年にオーストラリア・スーパーツーリング選手権にヒュンダイ・エラントラで参戦を開始した。同年からオーストラリアを代表する耐久レースの一つであるバサースト1000にも参戦した。翌年は、バサースト1000に参戦した他、バサースト500にも参戦し、7位で完走した。以降もツーリングカーをメインに活躍し、2000年にはホンダ・アコードを駆り、プライベーターながら1勝してシリーズ10位となっている。